# コンチェク (小惑星)
コンチェク (3003 Konček) は、小惑星帯の小惑星。アントニーン・ムルコスがクレチ天文台で発見した。
スロバキアの隕石学者、ミクラーシュ・コンチェクに因んで名付けられた。